# 東京都交通局330型電動列車
东京都交通局330型電動列车（日语：／ Tōkyōto-Kōtsūkyoku 330-gata densha */?）是东京都交通局AGT（新交通系统）日暮里-舍人线的列车。为了增加运输能力而增加列车数量，2015年10月10日开始商业运营。